# Megan Oldham
Megan Oldham (ur. 12 maja 2001 r. w Newmarket) – kanadyjska narciarka dowolna, specjalizująca się w konkurencjach: slopestyle oraz big air, czterokrotna medalistka mistrzostw świata, wicemistrzyni świata juniorów.

## Kariera
Oldham rozpoczęła jazdę na nartach w wieku 6 lat. Narciarstwo dowolne zaczęła uprawiać za namową starszego brata. Na arenie międzynarodowej zadebiutowała w lutym 2018 roku podczas zawodów z cyklu Pucharu Ameryki Północnej. Podczas debiutu wygrała swój pierwszy konkurs slopestyle'u, który był rozgrywany w kanadyjskim Calgary. W listopadzie 2018 roku zadebiutowała w zawodach Pucharu Świata. Ukończyła wtedy konkurs slopestyle'u na 19. pozycji. W styczniu 2019 roku po raz pierwszy stanęła na podium zawodów Pucharu Świata, zajmując drugie miejsce podczas konkursu we włoskim Seiser Alm. Uległa wtedy jedynie Amerykance Eileen Gu. W marcu 2019 roku zwyciężyła po raz pierwszy w zawodach Pucharu Świata. Wygrywając wieńczący sezon 2018/2019 konkurs w szwajcarskiej Silvaplanie, przypieczętowała również zdobycie małej kryształowej kuli za zwycięstwo w klasyfikacji slopestyle'u. W kwietniu 2019 roku, podczas mistrzostw świata juniorów w Kläppen, zdobyła srebrny medal w big air, ulegając jedynie Estonce Kelly Sildaru. Na tej samej imprezie wystartowała również w slopestyle'u, w którym była 9. W styczniu 2021 roku zdobyła srebrny medal w big air oraz brązowy w slopestyle'u podczas Winter X Games 25.
W marcu 2021 roku zadebiutowała podczas mistrzostw świata w Aspen, w których zdobyła brązowy medal w slopestyle'u. Wystartowała na igrzyskach olimpijskich w Pekinie w 2022 roku, zajmując czwarte miejsce w Big Air i trzynaste w slopestyle'u.

## Osiągnięcia

### Igrzyska olimpijskie
| Miejsce | Dzień     | Rok  | Miejscowość | Konkurencja | Zwyciężczyni     |
| ------- | --------- | ---- | ----------- | ----------- | ---------------- |
| 4.      | 8 lutego  | 2022 | Pekin       | Big Air     | Eileen Gu        |
| 13.     | 15 lutego | 2022 | Pekin       | Slopestyle  | Mathilde Gremaud |

### Mistrzostwa świata
| Miejsce | Dzień     | Rok  | Miejscowość | Konkurencja | Zwyciężczyni        |
| ------- | --------- | ---- | ----------- | ----------- | ------------------- |
| 3.      | 13 marca  | 2021 | Aspen       | Slopestyle  | Eileen Gu           |
| 4.      | 16 marca  | 2021 | Aspen       | Big Air     | Anastasija Tatalina |
| 2.      | 28 lutego | 2023 | Bakuriani   | Slopestyle  | Mathilde Gremaud    |
| 3.      | 5 marca   | 2023 | Bakuriani   | Big Air     | Tess Ledeux         |
| 3.      | 21 marca  | 2025 | Engadyna    | Slopestyle  | Mathilde Gremaud    |
| 5.      | 29 marca  | 2025 | Engadyna    | Big Air     | Flora Tabanelli     |

### Puchar Świata

#### Miejsca w klasyfikacji generalnej
- sezon 2018/2019: 10.
- sezon 2019/2020: 51.

Od sezonu 2020/2021 klasyfikacja generalna została zastąpiona przez klasyfikację Park & Pipe (OPP), łączącą slopestyle, halfpipe oraz big air.
- sezon 2020/2021: 17.
- sezon 2021/2022: 8.
- sezon 2022/2023: 6.
- sezon 2023/2024: –
- sezon 2024/2025: 8.

#### Miejsca na podium w zawodach
1. Seiser Alm – 27 stycznia 2019 (slopestyle) – 2. miejsce
2. Mammoth Mountain – 10 marca 2019 (slopestyle) – 3. miejsce
3. Silvaplana – 30 marca 2019 (slopestyle) – 1. miejsce
4. Calgary – 15 lutego 2020 (slopestyle) – 3. miejsce
5. Bakuriani – 5 marca 2022 (slopestyle) – 1. miejsce
6. Copper Mountain – 22 grudnia 2022 (big air) – 1. miejsce
7. Tignes – 18 marca 2023 (slopestyle) – 3. miejsce
8. Laax – 17 stycznia 2025 (slopestyle) – 2. miejsce
9. Aspen – 1 lutego 2025 (slopestyle) – 2. miejsce